# Dobříň
Dobříň es una localidad del distrito de Litoměřice en la región de Ústí nad Labem, República Checa, con una población estimada a principio del año 2018 de 561 habitantes. 
Se encuentra ubicada al este de la región, cerca de la orilla de los ríos Labe y Ohře, y de las regiones de Liberec y Bohemia Central.